# George Henry Green
|  | No s'ha de confondre amb George Green. |

George Henry Green   (Barry Docks, 12 de novembre de 1912 - Gal·les, 1 de maig de 1994) fou un futbolista gal·lès de la dècada de 1930.

## Trajectòria
Arribà a Catalunya el 29 d'agost de 1935, juntament amb l'anglès Clipson, procedent del Charlton Athletic. Debutà l'1 de setembre davant el Badalona, en un partit del Campionat de Catalunya (1-1). El 24 de novembre de 1935 marcà el primer gol d'un jugador gal·lès a la lliga espanyola, a Sarrià davant Osasuna. El 1936 marxà a Anglaterra per casar-se i, amb el començament de la guerra civil, ja no tornà. Segons les cròniques de la premsa de l'època jugava de davanter, malgrat altres fonts en parlen com a defensa. Entre 1937 i 1939 fou jugador del Charlton Athletic.
Va jugar el seu primer partit internacional amb la selecció el 16 de març de 1938 davant Irlanda, mentre que el seu darrer partit fou en 21 de maig de 1939 davant França.